# Drosophila hendeli
Drosophila hendeli är en tvåvingeart som beskrevs av Vilela och Bachli 1990. Drosophila hendeli ingår i släktet Drosophila och familjen daggflugor.
Artens utbredningsområde är Brasilien.